# Opération Flux
L' Opération Flux (du russe "Поток" - Flux) est une opération commando de la guerre en Ukraine menée le début mars 2025 par diverses unités russes ayant abouti à l'effondrement du saillant de Kursk. Après avoir infiltré plusieurs centaines de combattants sur 15 kilomètres dans un gazoduc de 1m40 de diamètres, ceux-ci débouchèrent derrières les lignes ukrainiennes les prenant par surprise le 8 mars 2025.

## Contexte
L'Ukraine a lancé une opération offensive dans la région de Kursk ayant abouti à la capture de 1400 km² dans son extension maximale fin août. Une fois la surprise et la désorganisation passée, les forces armées russes ont entamé un long grignotage des positions ukrainiennes sur leur sol, aboutissant an février 2025 à une réduction de moitié de la surface contrôlée par les ukrainiens.
En parallèle, Volodymyr Zelensky  pris la décision de mettre un terme au transit de gaz russe sur le sol ukrainien (Slovaquie, Hongrie). Dès lors, le transit de gaz vers l'europe a été coupé le 1er février. La station de compression proche de Soudja est alors devenue le terminus du Gazoduc Ourengoï–Pomary–Oujhorod en impasse à la frontière russo-ukrainienne. Fort de leur succès dans le même type d'opération ayant précipité la chute d'Avdievka et de Toretsk, l'armée russe y a vu un itinéraire à l'abri des vues et de la détection.
Enfin, le fait que Trump ait décidé de stopper la coopération en matière de renseignement a probablement fourni aux russes une fenêtre d'opportunité limitant les fuites d'informations.

## Préparation
Le coup de main est préparé à partir de la fin de février, et a nécessité de nombreuses étapes préparatoires. France24 fait état de "plusieurs mois de préparation.
Premièrement, il a fallu purger le tronçon de quinze kilomètres du gazoduc du gaz et aménager une alimentation en oxygène afin que l'environnement soit respirable.
Ensuite, des petites pièces ont été creusées ponctuellement en latéral pour le stockage, le repos et pour faciliter la logistique. Ponctuellement, des puits d'aération ont été forés à la verticale après avoir disqué le conduit. Les travaux d'aménagement ont duré 3 semaines.
Après quoi, il a fallu acheminer des forces d'attaques suffisantes pour obtenir un rapport de force local favorable. Des sortes de chariots pour certains motorisés ont effectué des navettes
A cet fin, 800 combattants ont été concentrés à l'extrémité du tuyau, ce qui a nécessité un important défi logistique sous forte contraintes : alimentation en nourriture et en eau, transport de matériel et d'armement, installation de toilettes
Il aurait fallu deux jours de trajet puis deux à quatre jours d'attente pour sortir du gazoduc.

## Coup de main
Le groupe de travail et d'assaut a été commandé par un ancien cadre de Wagner, Boris Nezhivenok connu sous le nom de code Zombie. Il regroupait des hommes des unités suivantes :
- La 60ème Brigade d'assaut "Vétéran" (déjà sur l'opération à Avdievka)
- La 114e brigade de fusiliers motorisés de la Garde
- Le 30ème régiment de fusiliers motorisés
- La 11e brigade d'assaut aéroporté de la Garde
- Le groupe Aida des forces spéciales d'Akhmat.

## Résultats
Les résultats immédiats sont diamétralement opposés, selon qu'il s'agisse des russes ou des ukrainiens qui en fasse le bilan ;
- Du côté ukrainien, on affirme avoir rapidement détecté les assaillants, et qu'une grande partie ont été massacrées, mettant fin à une opération résumée à un échec cinglant. Ces éléments ont bien entendu été repris par la presse occidentale[3].

- Du côté russe,  l'évènement est médiatisé comme une opération audacieuse, dont les héros ayant participé ont permis à une victoire majeure.

## Conséquences
Dans l'immédiat, cette apparition de combattants russes derrière la ligne de contact a généré des échanges de tirs et d'artillerie, ce qui n'est pas une situation normale dans l'art de la guerre. Ainsi, une forte confusion a régné dans les diverses unités ukrainiennes se retrouvant avec des forces ennemies devant et derrière elles.
Dans les jours suivants, la restructuration du front a été observée suite à des retraites de nombreuses unités.
Le 13 mars, le Ministère de la Défense russe annonce la libération de Soudja, qui était alors le hub majeur de l'armée ukrainienne sur le sol russe, et dernière localité d'une certaine envergure. Ne reste alors que des villages et des hameaux éparpillés dans des champs ouverts jusqu'au-delà de la frontière.
Fin avril, les combattants ukrainiens sont repoussés du territoire russe, et à partir de main, les combats ont lieu de l'autre côté de la frontière, en direction de la ville de Soumy.